# La Nuit des forains
Pour plus de détails, voir Fiche technique et Distribution.
 La Nuit des forains (Gycklarnas afton) est un film suédois d'Ingmar Bergman, sorti en 1953.

## Synopsis
1900 en Suède. Un cirque minable fait halte dans une petite ville de province où Alberti, le directeur de la troupe, a abandonné sa femme et ses enfants, trois ans auparavant. En proie à de grosses difficultés financières, Alberti et Anne, sa nouvelle compagne, vont quémander des costumes au directeur du théâtre local. Le spectacle a finalement lieu mais s'achève lamentablement avec l'arrivée cocasse de la police. 
Bravant la jalousie d'Anne, Alberti va rendre visite à son ancienne épouse. Leurs retrouvailles tournent au fiasco. 
Pour se venger, Anne se donne à Franz, un acteur cynique, en échange d’un bijou sans valeur. Découvrant l'infidélité d'Anne, Alberti provoque Franz qui le roue de coups pendant le numéro d'écuyère d'Anne. Humilié, Alberti s'isole dans sa roulotte et rate son suicide.
Au petit matin, la caravane reprend la route. Frost, le clown, raconte un rêve étrange où il rapetisse dans le ventre de sa mère. Anne, revenue auprès d'Alberti, lui adresse un triste sourire.

## Fiche technique
- Titre original : Gycklarnas Afton
- Réalisation et scénario : Ingmar Bergman
- Images : Sven Nykvist, Hilding Bladh
- Costumes : Mago
- Production : Sandrews
- Genre : drame
- 90 minutes
- Noir et blanc
- Sortie en 1953

## Distribution
- Åke Grönberg : Alberti
- Hasse Ekman : Franz
- Anders Ek : Frost
- Harriet Andersson : Anne
- Gudrun Brost : Alma
- Kiki : le nain
- Annika Tretow : Agda
- Gunnar Björnstrand : Sjuberg

## Analyse
En 1953, Bergman a 35 ans et déjà une bonne dizaine de films derrière lui. Ses films précédents, qu’il s’agisse de mélodrames (Il pleut sur notre amour), de tragédies conjugales (La Fontaine d'Aréthuse, L'Attente des femmes) ou d'évocations de l'illusion amoureuse à l'épreuve de la vie (Jeux d'été, Un été avec Monika) ébauchaient déjà le traitement de thèmes chers à Bergman et annonçaient les chefs-d'œuvre de la maturité. Pour nombre de critiques, La Nuit des forains est le premier d'entre eux. Avec une noirceur absolue, le cinéaste suédois narre les déboires d’une troupe de cirque minable, déchirée par des drames personnels, obsédée par le manque d’argent, soumise à des humiliations perpétuelles. Le réveil d’Alberti, à côté de sa compagne (Harriet Anderson, radieuse), dans une roulotte doucement cahotée évoque pourtant quelque chose de radieux, d’apaisé – comme l’atmosphère tendre qui imprégnera la carriole qui abrite le couple du Septième sceau. La suite n’en sera que plus brutale et la Nuit des forains ressemble à une déchéance sans fin. La tragédie du couple, la jalousie, l’adultère, la résignation à la vie conjugale et à sa violence intérieure, l’incommunicabilité des êtres, l'humiliation, le rapport à Dieu, tous ces thèmes sont ici déclinés avec une acuité que les films précédents ne laissaient que pressentir.
On retiendra particulièrement les images hallucinantes (les images surexposées donnant alors l’impression d’un cauchemar) du clown Frost allant chercher, pieds nus sur des rochers, sa femme qui s’est baignée nue devant une troupe de soldats ricanants et vulgaires. Lorsqu’il la ramène, ployant sous le fardeau, chutant, se relevant, le tout dans une atmosphère sonore étrange où les rires semblent venir de l’intérieur du corps de Frost, le spectateur assiste à un véritable chemin de croix… « Jamais, sauf dans certains Sternberg, on n’avait aussi parfaitement utilisé le noir et blanc » (Jean Tulard).